# Орден Святого Олафа
Королевский Норвежский орден Святого Олафа (норв. Den Kongelige Norske St. Olavs Orden) — высшая государственная награда Королевства Норвегия. Учреждён 21 августа 1847 года королём Швеции и Норвегии Оскаром I. Вручается за особые заслуги военным и гражданским чинам, подданным Норвегии, а также иностранным монаршим особам и главам государств.
Девиз ордена — «Ret og Sandhed» (Право и истина).

## История
21 августа 1847 года король Швеции и Норвегии Оскар I учредил для вознаграждения своих норвежских подданных орден Святого Олафа, посвящённый покровителю Норвегии, королю Олафу Святому. Орден был доступен всем слоям населения королевства, отличившихся особыми заслугами на военном и гражданском поприще. Количество членов ордена (не считая иностранцев) ограничивалось 11 кавалерами Большого креста, 22 командорами и 46 кавалерами. Высшая степень ордена, в основном, жаловалась монаршим особам и главам других государств (в 1847—1882 гг. было вручено 198 знаков Большого креста, из них 122 — иностранцам). Всего с 1847 по 1905 год было вручено 2980 орденских знаков всех степеней. Кавалеры ордена Св. Олафа считались в шведско-норвежской системе наград рангом ниже кавалеров ордена Серафимов. Недовольство в обществе подобным принижением норвежского ордена вызывало многочисленные публикации в прессе и обсуждения в парламентских кругах. Как выход из положения королём Оскаром II был учреждён новый орден, Норвежского льва, равный рангом с орденом Серафимов, но подобный шаг не нашёл понимания в норвежском обществе (ожидалось, что с орденом Серафимов будет уравнен орден Св. Олафа), и новый орден не прижился.
После того как в 1905 году Норвегия расторгла унию со Швецией и обрела государственную самостоятельность, орден Св. Олафа стал высшим норвежским орденом.
Число кавалеров ордена не ограничено.
В 1985 году произошло ужесточение критериев получения ордена. В частности, орден решено не вручать иностранцам и норвежцам, постоянно проживающим за пределами Норвегии (для этих целей был учреждён орден Заслуг). Также в последнее время больше не производится награждений кавалерской степенью.
В 2004 году произведена попытка регламентации правил награждения орденом высших государственных чиновников. Например, премьер-министр и министр иностранных дел могут быть награждены Большим крестом не ранее года нахождения в должности, другие министры — не ранее 4 лет. При следующем кабинете министров эти правила не нашли одобрения.
Последняя редакция статута ордена утверждена 1 июля 2004 года.
Король Норвегии является гроссмейстером ордена. Принцы и принцессы Норвежского Королевского Дома становятся кавалерами Большого креста по достижении совершеннолетия. Наследник престола становится кавалером Большого креста с цепью. Совет ордена состоит из 6 членов, назначаемых на 6 лет: канцлера, вице-канцлера, казначея и по одному представителю от Северной, Центральной и Южной Норвегии. Члены правительства не могут быть членами Совета ордена. Делами ордена заведует орденская канцелярия (находится в ведении начальника канцелярии и орденского секретаря).

## Степени ордена
Официально орден Св. Олафа состоит из трёх классов, два из которых подразделяются на подклассы. Фактически у ордена пять классов:
- Кавалер Большого креста (норв. Storkross)
- Командор, подразделяющийся на два подкласса:
  - Командор со звездой (норв. Kommandør med stjerne )
  - Командор (норв. Kommandør )
- Кавалер, подразделяющийся на два подкласса:
  - Кавалер I класса (норв. Riddar av 1. klasse )
  - Кавалер (норв. Riddar )

Знаком особого высшего отличия для кавалеров Большого креста является орденская цепь, вручаемая королём Норвегии по своему усмотрению.

## Условия награждения
Орден Св. Олафа служит наградой за выдающиеся заслуги перед Норвегией и человечеством.
В настоящее время орден Святого Олафа может вручаться только подданным Норвежской короны. Исключением из этого правила являются иностранные монаршие особы и главы государств.
Представления к награждению направляются в орденскую канцелярию и после рассмотрения в Совете ордена утверждаются королём. В особых случаях король может награждать по своему усмотрению, без представлений от Совета.
При получении более высокой степени ордена или после смерти кавалера знаки ордена положено возвращать в орденскую канцелярию.

## Знаки ордена
Знак
Знак ордена представляет собой золотой мальтийский крест белой эмали с золотыми шариками на концах. Крест увенчан королевской короной. Между боковыми сторонами креста помещены золотые вензели Святого Олафа — готическая буква «О», увенчанная древней короной. В центре креста медальон красной эмали, окружённый бело-сине-белым поясом. С лицевой стороны медальона находится изображение шагающего влево льва (rampant) в короне и с секирой в лапах. На оборотной стороне медальона девиз ордена золотыми буквами: «RET//OG//SANDHED».
Знак ордена кавалерской степени серебряный, остальных степеней — золотой.
При вручении за военные заслуги к знаку ордена присоединяются два скрещенных меча, между крестом и короной. Лезвия мечей покрыты синей эмалью.
Звезда
Звезда кавалеров Большого креста серебряная восьмиконечная. В центре звезды наложен орденский знак без короны.
Звезда командоров со звездой представляет собой серебряный мальтийский крест без эмали, с шариками на концах, вензелями Св. Олафа в углах. В центре звезды золотой медальон красной эмали с золотым шагающим коронованным львом с секирой в лапах, окружённым сине-белым поясом.
Цепь
Цепь ордена золотая из пяти коронованных вензелей Святого Олафа белой эмали и пяти коронованных щитов с изображением норвежского герба красной эмали, перемежающихся десятью «клеверными» крестами без эмали, каждый из которых окружён двумя серебряными топорами на золотых рукоятках. Элементы цепи соединены золотыми цепочками.
Лента
Лента ордена красная, с бело-сине-белыми полосками по краям.
Орденские планки
- — кавалер Большого креста
- — командор со звездой
- — командор
- — кавалер I класса
- — кавалер

### Знаки ордена до 1905 года
На знаках ордена до 1905 года в углах креста вместо вензеля Святого Олафа располагались вензели шведского короля. Корона, венчающая крест, также была шведской королевской. Цепь состояла из чередующихся вензелей шведского короля, фигурных щитов с норвежским гербом и медальонов с орденским девизом.

## Правила ношения
Кавалеры и кавалеры I класса носят знак ордена на ленте на левой стороне груди (дамы — на ленте в форме банта у левого плеча).
Командоры носят знак ордена на шейной ленте (дамы — на ленте в форме банта у левого плеча).
Командоры со звездой носят знак ордена на шейной ленте (дамы — на ленте в форме банта у левого плеча) и звезду на левой стороне груди.
Кавалеры Большого креста носят знак ордена на широкой ленте через правое плечо и звезду на левой стороне груди. Лица духовного звания, при богослужебном одеянии, носят знак Большого креста на такой же широкой ленте на шее.
Кавалеры Большого креста с цепью в торжественных случаях носят знак ордена на орденской цепи и звезду на левой стороне груди.
Носится только старшая степень ордена.
Для повседневного ношения на гражданской одежде предусмотрены розетки из ленты ордена, а для ношения на мундирах — орденские планки.

## Иллюстрации
Знаки до 1905 года:

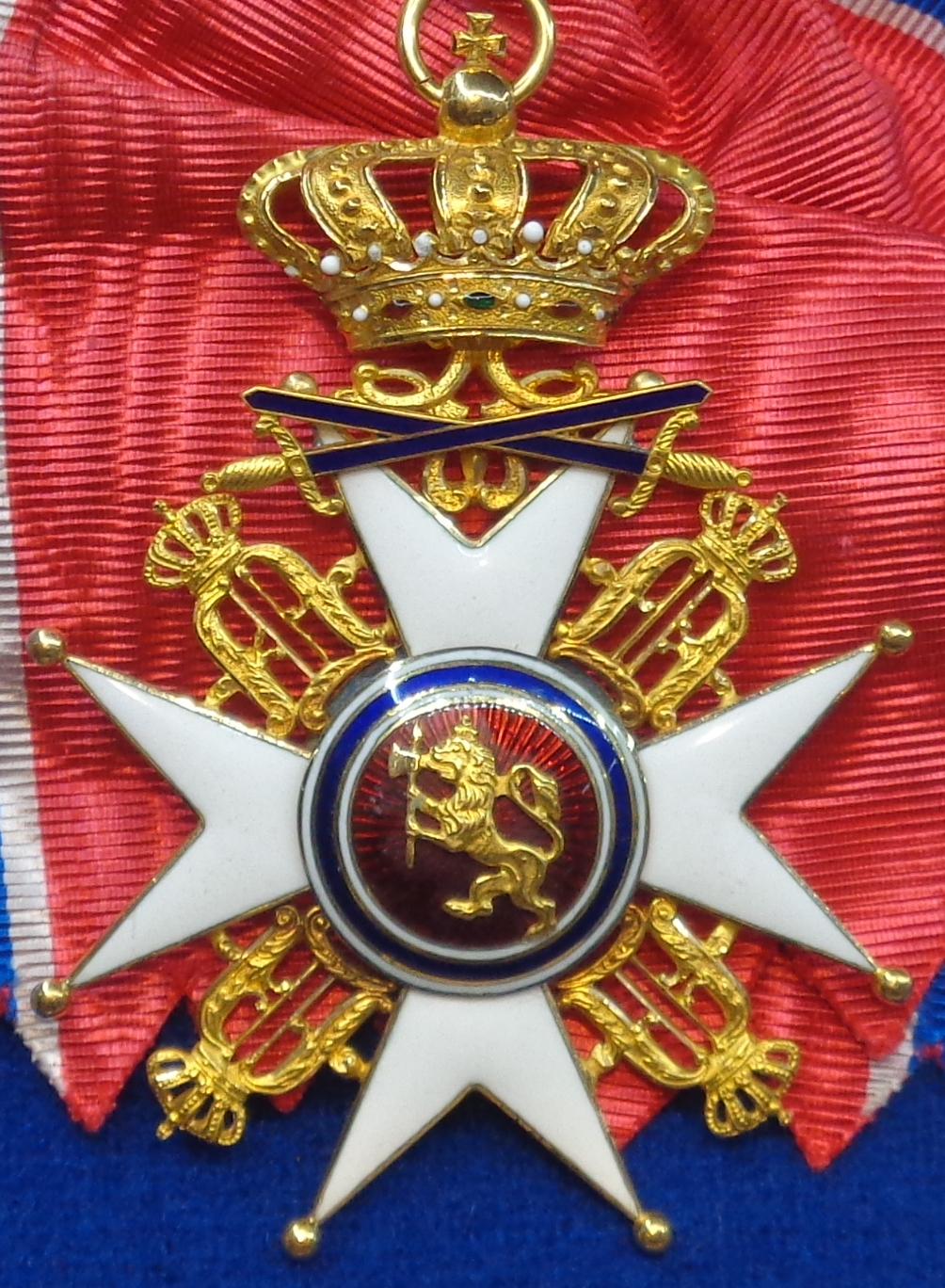
Знак Большого креста с мечами
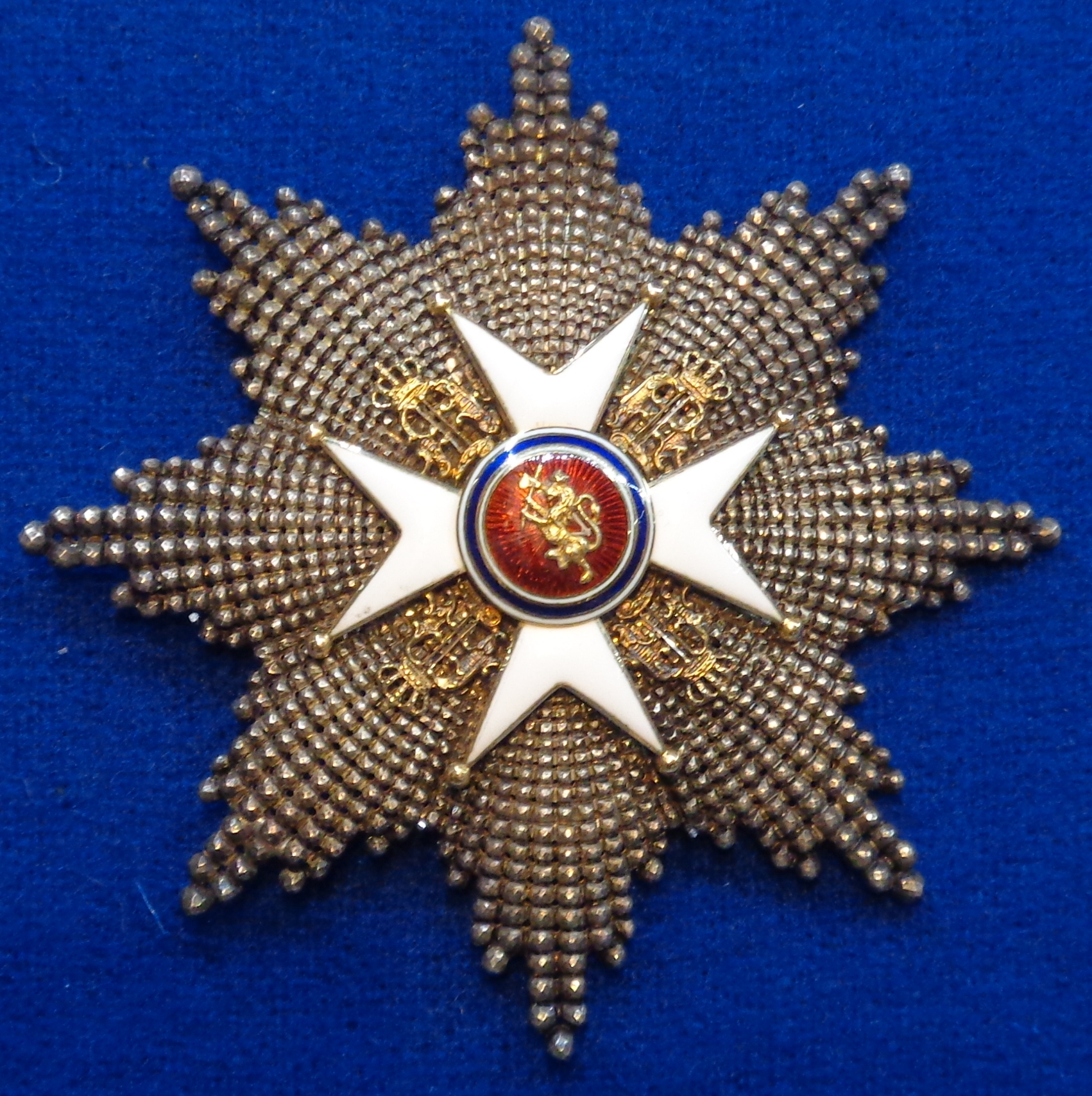
Звезда Большого креста
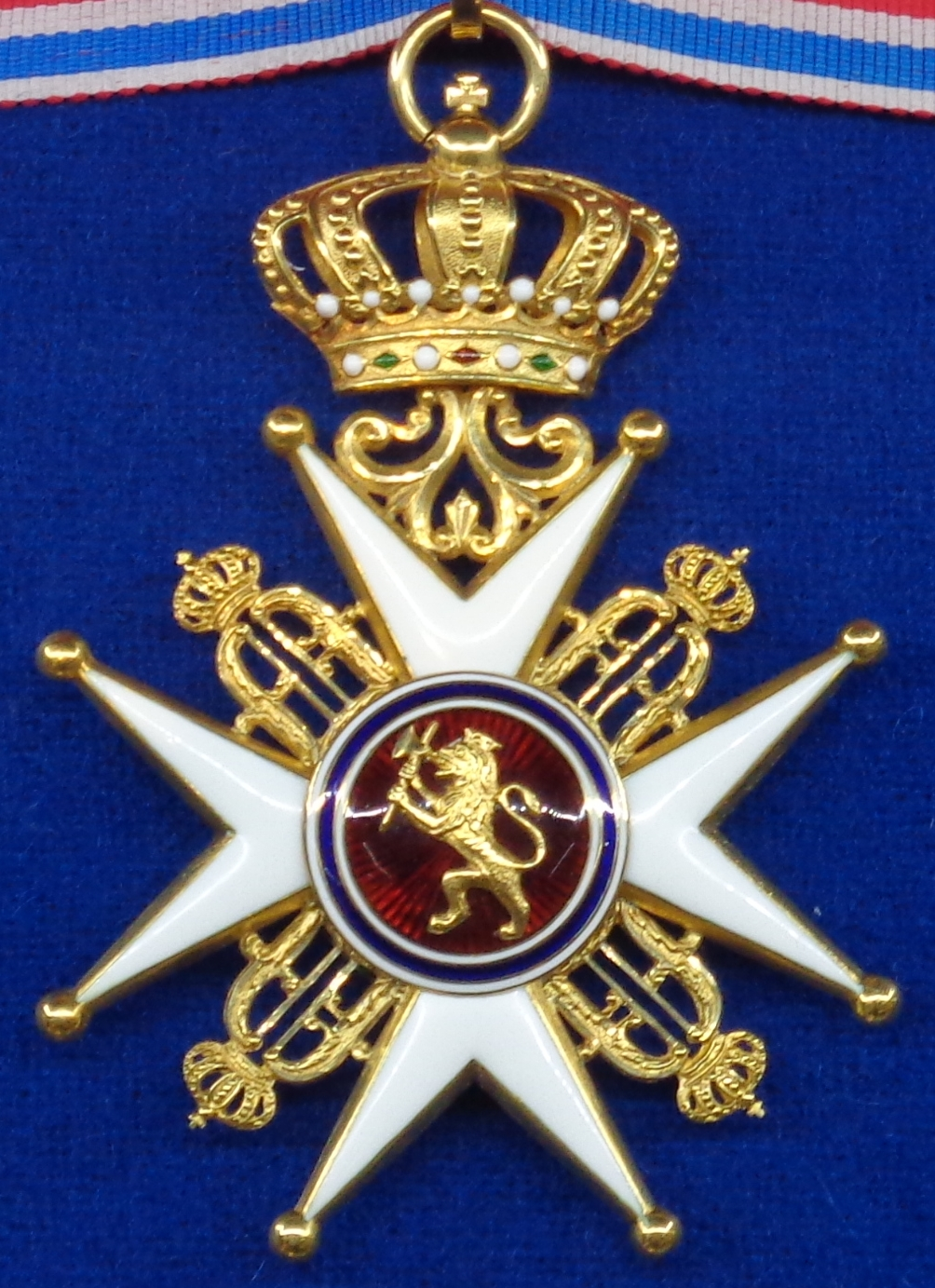
Знак командора
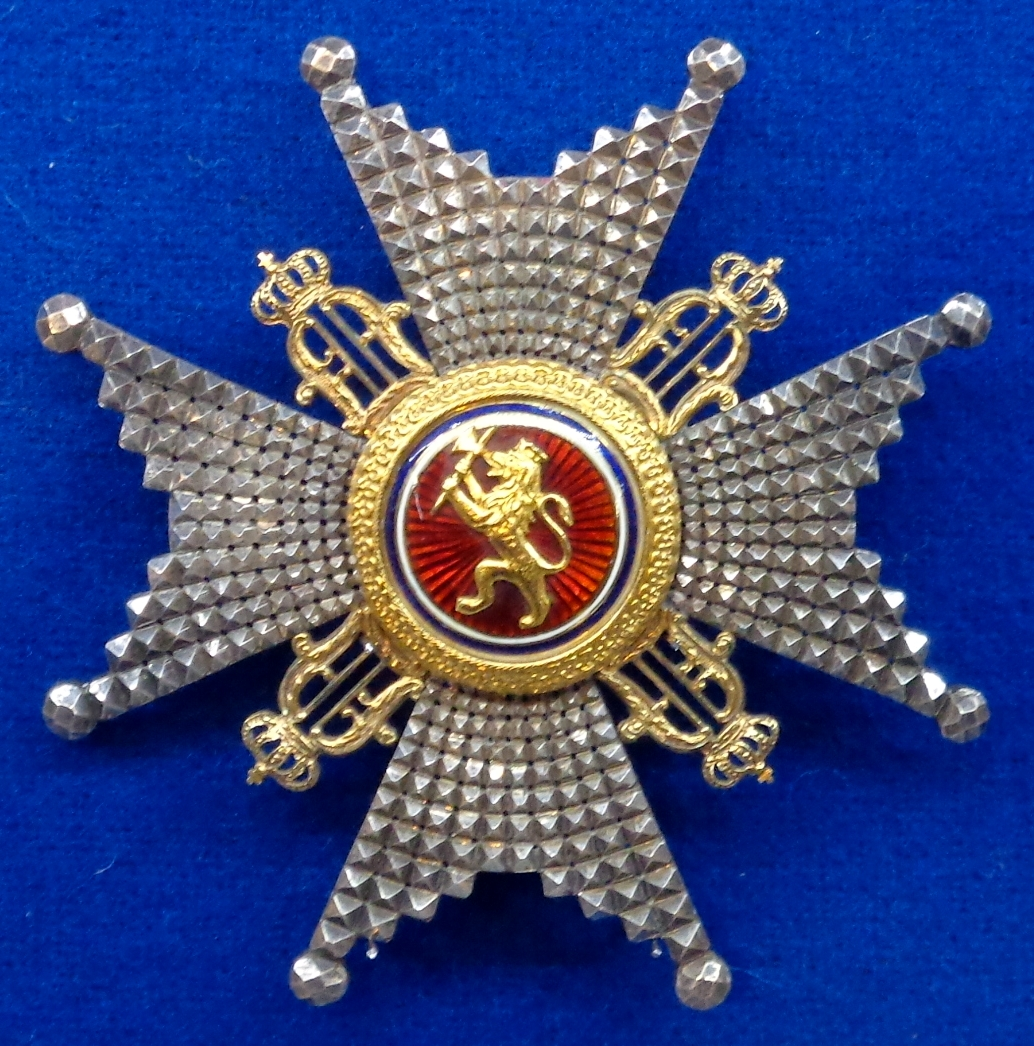
Звезда командора

Знаки после 1905 года:

Орденская цепь (компьютерная графика)
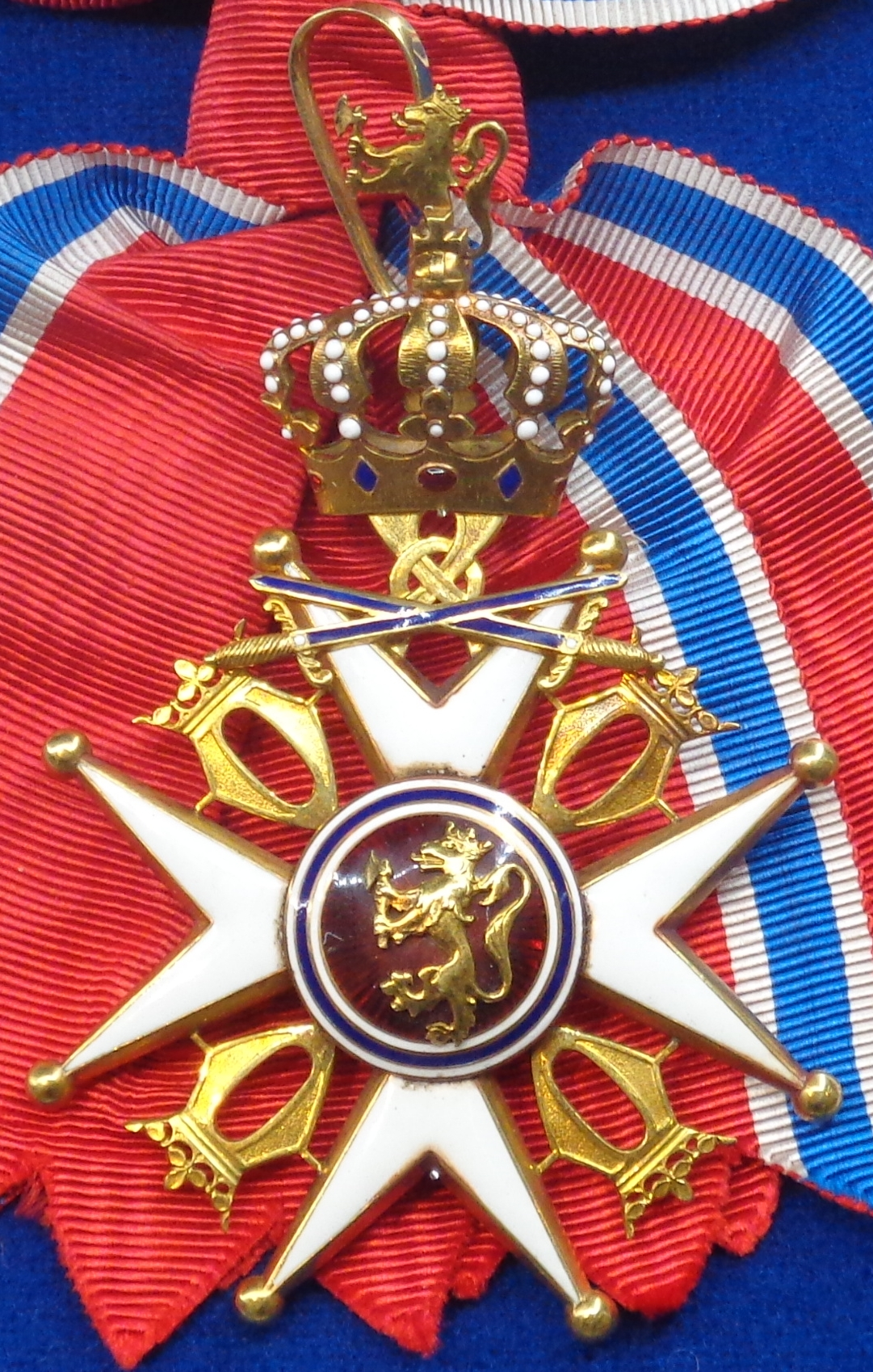
Знак Большого креста с мечами
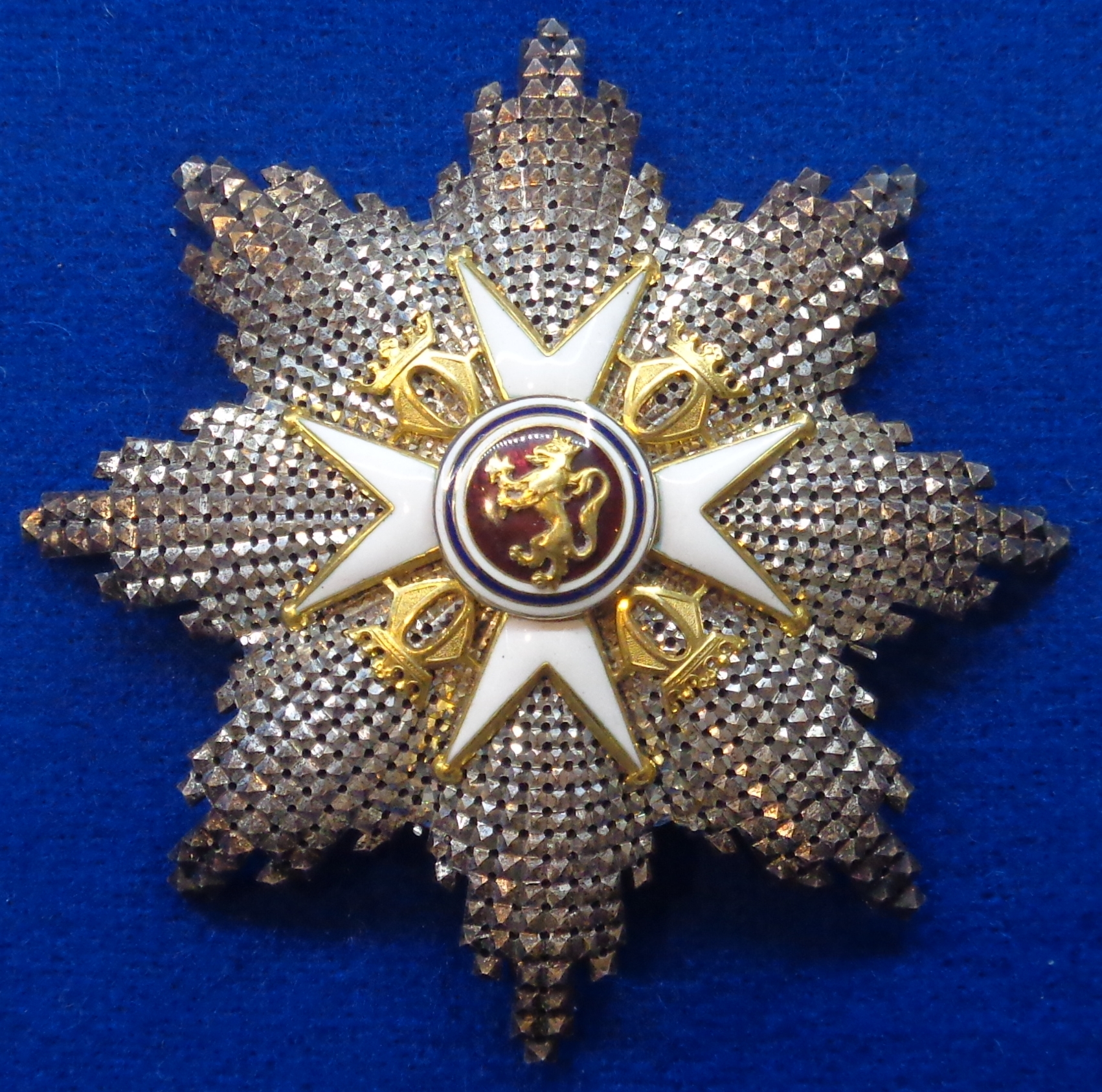
Звезда Большого креста
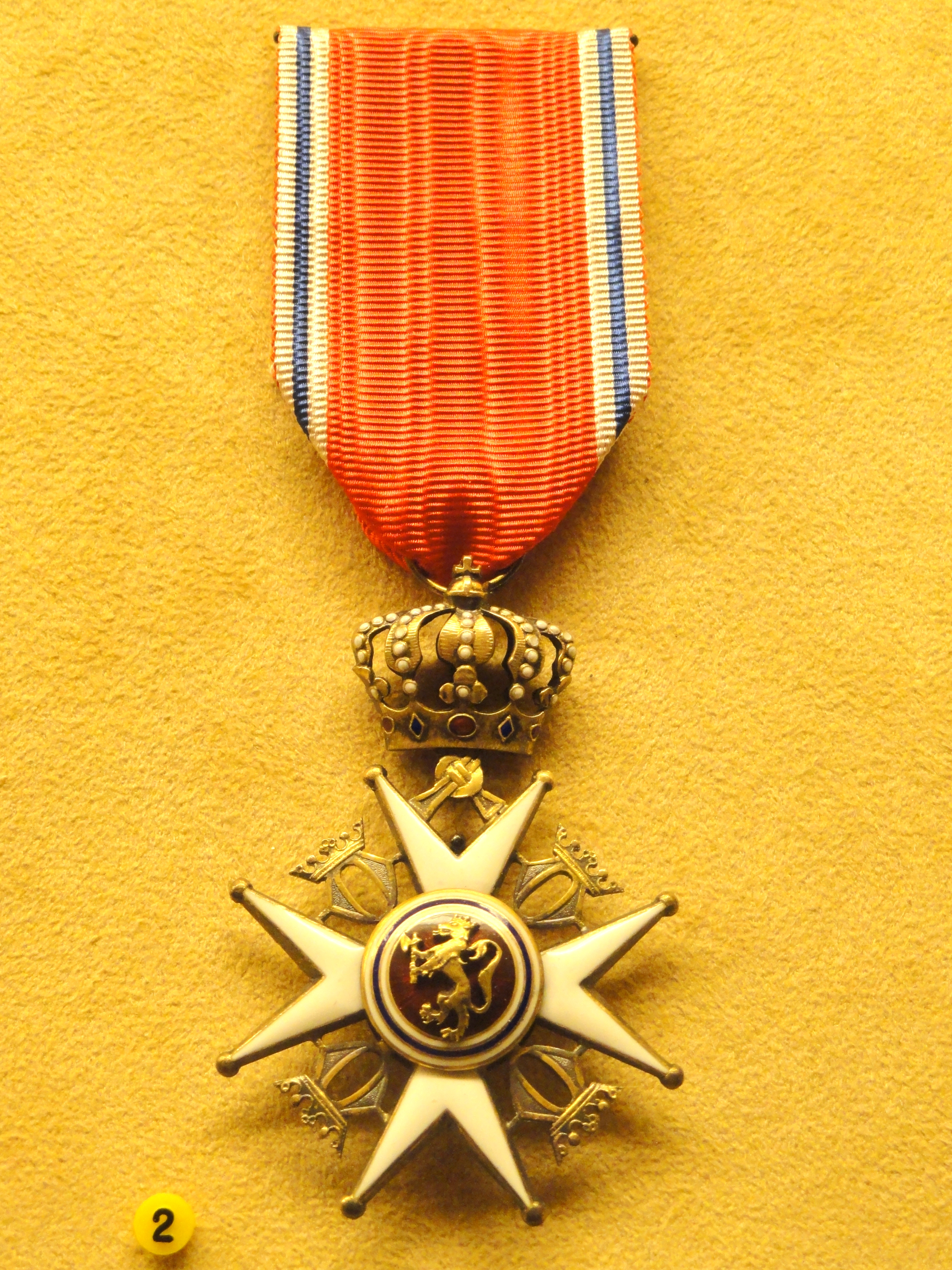
Знак кавалера 1-го класса

## Кавалеры

### Известные кавалеры
Российские и советские кавалеры
- Фёдор Фёдорович Трепов — кавалер Большого креста[3]
- Пётр Аркадьевич Столыпин — кавалер Большого креста[4]
- полковник (позднее генерал от инфантерии) Сирелиус, Леонид-Отто Оттович (в 1897—1903 военный атташе Российской империи в Дании и Швеции-Норвегии) — командор ордена со звездой (1900)[5]
- Александра Михайловна Коллонтай (в 1923—1925 и 1927—1930 годах полномочный представитель СССР в Норвегии, в 1930—1945 годах посол СССР в Швеции) — кавалер Большого креста[6]
- Маршал Советского Союза Кирилл Афанасьевич Мерецков — кавалер Большого креста (1945)[7]
- Адмирал Арсений Григорьевич Головко — кавалер Большого креста (30 августа 1946). Орден Головко после смерти адмирала в 1962 г. не был возвращен в королевскую орденскую канцелярию Норвегии. С согласия короля Норвегии он был оставлен на хранение в Центральном военно-морском музее в Ленинграде в знак признательности за освобождение Норвегии советскими войсками от фашистских оккупантов.
- генерал-лейтенант Владимир Иванович Щербаков — командующий 14-й армией, командор ордена со звездой, за участие в освобождении Северной Норвегии от фашистских оккупантов[8].
- генерал-майор артиллерии Дмитрий Фёдорович Паниткин — командующий артиллерией 14-й армии, командор ордена со звездой, за участие в освобождении Северной Норвегии от фашистских оккупантов[9]
- генерал-майор Харитон Алексеевич Худалов — командир 10-й гвардейской стрелковой дивизии, командор ордена, за участие в освобождении Северной Норвегии от фашистских оккупантов[10].
- генерал-майор Фёдор Фёдорович Коротков — командир 132-го стрелкового корпуса

Ныне живущие кавалеры Большого креста с цепью
1. Харальд V, король Норвегии — 1955 (с 1991 — Гроссмейстер)
2. Соня, королева Норвегии — 1972
3. Хокон, наследный принц Норвежский — 1991
4. Марта Луиза, принцесса Норвежская — 1989
5. Астрид, принцесса Норвежская — 1956
6. Альберт II, король Бельгии — 1964
7. Карл III, король Великобритании — 1978
8. Маргрете II, королева Дании — 1958
9. Вигдис Финнбогадоттир, 4-й президент Исландии — 1982
10. Хуан Карлос I, король Испании — 1982
11. Беатрикс, королева Нидерландов — 1964
12. Антониу Рамалью Эаниш, 16-й президент Португалии — 1978
13. Карл XVI Густав, король Швеции — 1974
14. Акихито, император Японии — 2001 (Большой крест — 1953)
15. Анри, великий герцог Люксембургский — 2011 (Большой крест — 1996)

### Статистика награждений
| Степень\год         | 2002 | 2003 | 2004 | 2005 | 2006 | 2007 | 2008 | 2009 | 2010 | 2011 | 2012 |
| ------------------- | ---- | ---- | ---- | ---- | ---- | ---- | ---- | ---- | ---- | ---- | ---- |
| Большой крест       | 2    | 4    | 4    | 4    | 1    | 2    | 1    | 0    | 1    | 3    | 2    |
| Командор со звездой | 1    | 0    | 3    | 6    | 2    | 0    | 2    | 0    | 1    | 0    | 0    |
| Командор            | 11   | 3    | 11   | 23   | 13   | 12   | 8    | 7    | 3    | 6    | 3    |
| Кавалер I класса    | 17   | 21   | 13   | 24   | 24   | 35   | 27   | 22   | 23   | 23   | 21   |
| Кавалер             | 0    | 0    | 0    | 0    | 0    | 0    | 0    | 0    | 0    | 0    | 0    |
| Всего               | 31   | 28   | 31   | 57   | 40   | 49   | 38   | 29   | 28   | 32   | 26   |